# Кусьвеем
Кусьвеем — река в России, правый приток Пегтымеля. Протекает по территории Иультинского района Чукотского автономного округа. Длина реки — 143 км. Площадь водосборного бассейна — 2220 км².
Начинается на северных склонах гор Эмылькавран на высоте около 600 метров над уровнем моря. Течёт сначала на север, до урочища Первая Тыркыныт, затем поворачивает на запад. Протекает по заболоченной тундре вдоль южного склона сопок Кусьвеемитэруней, затем между сопок Эмкункээней на севере и Амнонпырканай и Умкывеем на юге. Впадает в Пегтымель справа на расстоянии 74 км от устья на высоте 56 метров над уровнем моря. Ширина реки в среднем течении — 45 метров при глубине в 0,7 м.
Населённых пунктов на реке нет.
Современное название произошло от чукотского Куучвээм — «глубокая река».

## Притоки
Объекты перечислены по порядку от устья к истоку.
- 16 км: Нижний Умкывеем[5] (лв)
- 27 км: Веемкэй-Ыттъытылян[5] (пр)
- Мирный[5] (лв)
- 37 км: Западный Тундровый[5] (лв)
- 41 км: Верхний Умкывеем[5] (лв)
- Подбазный[5] (лв)
- Канэваамкай[5][5] (пр)
- 65 км: Вэмэквеемкэй[5] (пр)
- 72 км: Йынэвеемкэй[5] (пр)
- 76 км: Восточный Тундровый[5] (лв)
- Заросший[5] (пр)
- 80 км: Мутный[5] (лв)
- 84 км: Большой Ивташев (Анкайвтэчэв[5], лв)
- 92 км: Итэрувеемкэй[2] (пр)
- 107 км: Кууль[2] (лв)
- Двойной[2] (пр)
- 112 км: Эмылькавран[2] (лв)
- 118 км: Дальний[2] (лв)
- Гранитный[2] (лв)
- Одинокий[2] (пр)
- Ветка[2] (пр)

## Данные водного реестра
По данным государственного водного реестра России относится к Анадыро-Колымскому бассейновому округу.
Код объекта в государственном водном реестре — 19020000112119000083828.